# Гута-Подґурна (Мазовецьке воєводство)
Гута-Подґурна (пол. Huta Podgórna) — село в Польщі, у гміні Сомянка Вишковського повіту Мазовецького воєводства.
Населення — 64 особи (2011).
У 1975-1998 роках село належало до Остроленцького воєводства.

## Демографія
Демографічна структура станом на 31 березня 2011 року:
|          | Загалом | Допрацездатний вік | Працездатний вік | Постпрацездатний вік |
| -------- | ------- | ------------------ | ---------------- | -------------------- |
| Чоловіки | 34      | 1                  | 24               | 9                    |
| Жінки    | 30      | 5                  | 19               | 6                    |
| Разом    | 64      | 6                  | 43               | 15                   |